# Wereldkampioenschappen indooratletiek 2022
De wereldkampioenschappen indooratletiek 2022 werden gehouden van vrijdag 18 maart 2022 tot en met zondag 20 maart 2022 in Belgrado, Servië.  De wedstrijden vonden plaats in de Štark Arena. 
Op 1 maart 2022 maakte World Athletics bekend dat atleten uit Rusland en Wit-Rusland van deelname waren uitgesloten naar aanleiding van de Russische invasie van Oekraïne.

## Programma
| S                                  | Series | ½ | Halvefinales | F | Finale |
| O = ochtendsessie, A = Avondsessie |        |   |              |   |        |

| Datum →              | 18 maart | 18 maart | 19 maart | 19 maart | 19 maart | 20 maart | 20 maart | 20 maart |
| Onderdeel ↓          | O        | A        | O        | A        | A        | O        | A        | A        |
| -------------------- | -------- | -------- | -------- | -------- | -------- | -------- | -------- | -------- |
| 60 m                 |          |          | S        | ½        | F        |          |          |          |
| 400 m                | S        | ½        |          | F        | F        |          |          |          |
| 800 m                | S        |          |          | F        | F        |          |          |          |
| 1500 m               |          |          | S        |          |          |          | F        | F        |
| 3000 m               | S        |          |          |          |          | F        |          |          |
| 60 m horden          |          |          |          |          |          | S        | ½        | F        |
| 4 × 400 m            |          |          |          |          |          | S        | F        | F        |
| Hoogspringen         |          |          |          |          |          | F        |          |          |
| Polsstokhoogspringen |          |          |          |          |          |          | F        | F        |
| Verspringen          |          | F        |          |          |          |          |          |          |
| Hink-stap-springen   | F        |          |          |          |          |          |          |          |
| Kogelstoten          |          |          |          | F        | F        |          |          |          |
| Zevenkamp            | F        | F        | F        | F        | F        |          |          |          |

| Datum →              | 18 maart | 18 maart | 18 maart | 19 maart | 19 maart | 19 maart | 20 maart | 20 maart |
| Onderdeel ↓          | O        | A        | A        | O        | A        | A        | O        | A        |
| -------------------- | -------- | -------- | -------- | -------- | -------- | -------- | -------- | -------- |
| 60 m                 | S        | ½        | F        |          |          |          |          |          |
| 400 m                | S        | ½        | ½        |          | F        | F        |          |          |
| 800 m                |          |          |          | S        |          |          |          | F        |
| 1500 m               | S        |          |          |          | F        | F        |          |          |
| 3000 m               |          | F        | F        |          |          |          |          |          |
| 60 m horden          |          |          |          | S        | ½        | F        |          |          |
| 4 × 400 m            |          |          |          |          |          |          | S        | F        |
| hoogspringen         |          |          |          | F        |          |          |          |          |
| Polsstokhoogspringen |          |          |          |          | F        | F        |          |          |
| Verspringen          |          |          |          |          |          |          |          | F        |
| Hink-stap-springen   |          |          |          |          |          |          | F        |          |
| Kogelstoten          |          | F        | F        |          |          |          |          |          |
| Vijfkamp             | F        | F        | F        |          |          |          |          |          |

## Medailles

### Mannen
| Onderdeel            | Goud                                                                          | Goud        | Zilver                                                         | Zilver      | Brons                                                                                        | Brons       |
| -------------------- | ----------------------------------------------------------------------------- | ----------- | -------------------------------------------------------------- | ----------- | -------------------------------------------------------------------------------------------- | ----------- |
| 60 m                 | Marcell Jacobs Italië                                                         | 6,41 WL AR  | Christian Coleman Verenigde Staten                             | 6,41 WL     | Marvin Bracy Verenigde Staten                                                                | 6,44 PB     |
| 400 m                | Jereem Richards Trinidad en Tobago                                            | 45,00 CR    | Trevor Bassitt Verenigde Staten                                | 45,05 PB    | Carl Bengtström Zweden                                                                       | 45,33 NR    |
| 800 m                | Mariano García Spanje                                                         | 1.46,20     | Noah Kibet Kenia                                               | 1.46,35     | Bryce Hoppel Verenigde Staten                                                                | 1.46,51     |
| 1500 m               | Samuel Tefera Ethiopië                                                        | 3.32,77 CR  | Jakob Ingebrigtsen Noorwegen                                   | 3.33,02     | Abel Kipsang Kenia                                                                           | 3.33,36 SB  |
| 3000 m               | Selemon Barega Ethiopië                                                       | 7.41,38     | Lamecha Girma Ethiopië                                         | 7.41,63     | Marc Scott Verenigd Koninkrijk                                                               | 7.42,02 SB  |
| 60 m horden          | Grant Holloway Verenigde Staten                                               | 7,39        | Pascal Martinot-Lagarde Frankrijk                              | 7,50        | Jarret Eaton Verenigde Staten                                                                | 7,53        |
| 4 × 400 m            | België Julien Watrin Alexander Doom Jonathan Sacoor Kevin Borlée Dylan Borlée | 3.06,52 SB  | Spanje Bruno Hortelano Iñaki Cañal Manuel Guijarro Bernat Erta | 3.06,82 SB  | Nederland Taymir Burnet Nick Smidt Terrence Agard Tony van Diepen Isayah Boers Jochem Dobber | 3.06,90 SB  |
| Hoogspringen         | Woo Sang-hyeok Zuid-Korea                                                     | 2,34 m      | Loïc Gasch Zwitserland                                         | 2,31 m SB   | Hamish Kerr Nieuw-Zeeland                                                                    | 2,31 m NR   |
| Hoogspringen         | Woo Sang-hyeok Zuid-Korea                                                     | 2,34 m      | Loïc Gasch Zwitserland                                         | 2,31 m SB   | Gianmarco Tamberi Italië                                                                     | 2,31 m SB   |
| Polsstokhoogspringen | Armand Duplantis Zweden                                                       | 6,20 m WR   | Thiago Braz da Silva Brazilië                                  | 5,95 m      | Christopher Nilsen Verenigde Staten                                                          | 5,90 m      |
| Verspringen          | Miltiadis Tentoglou Griekenland                                               | 8,55 m WL   | Thobias Montler Zweden                                         | 8,38 m NR   | Marquis Dendy Verenigde Staten                                                               | 8,27 m SB   |
| Hink-stap-springen   | Lázaro Martínez Cuba                                                          | 17,64 m WL  | Pedro Pichardo Portugal                                        | 17,46 m NR  | Donald Scott Verenigde Staten                                                                | 17,21 m SB  |
| Kogelstoten          | Darlan Romani Brazilië                                                        | 22,53 m CR  | Ryan Crouser Verenigde Staten                                  | 22,44 m     | Tomas Walsh Nieuw-Zeeland                                                                    | 22,31 m AR  |
| Zevenkamp            | Damian Warner Canada                                                          | 6489 ptn WL | Simon Ehammer Zwitserland                                      | 6363 ptn NR | Ashley Moloney Australië                                                                     | 6344 ptn AR |

### Vrouwen
| Onderdeel            | Goud                                                                                              | Goud           | Zilver                                                                          | Zilver      | Brons                                                                                             | Brons       |
| -------------------- | ------------------------------------------------------------------------------------------------- | -------------- | ------------------------------------------------------------------------------- | ----------- | ------------------------------------------------------------------------------------------------- | ----------- |
| 60 m                 | Mujinga Kambundji Zwitserland                                                                     | 6,96 WL NR     | Mikiah Brisco Verenigde Staten                                                  | 6,99 PB     | Marybeth Sant-Price Verenigde Staten                                                              | 7,04 PB     |
| 400 m                | Shaunae Miller-Uibo Bahama's                                                                      | 50,31 SB       | Femke Bol Nederland                                                             | 50,57       | Stephenie Ann McPherson Jamaica                                                                   | 50,79 NR    |
| 800 m                | Ajeé Wilson Verenigde Staten                                                                      | 1.59,09 SB     | Freweyni Hailu Ethiopië                                                         | 2.00,54 SB  | Halimah Nakaayi Oeganda                                                                           | 2.00,66     |
| 1500 m               | Gudaf Tsegay Ethiopië                                                                             | 3.57,19 CR     | Axumawit Embaye Ethiopië                                                        | 4.02,29     | Hirut Meshesha Ethiopië                                                                           | 4.03,39     |
| 3000 m               | Lemlem Hailu Ethiopië                                                                             | 8.41,82 SB     | Elinor Purrier St. Pierre Verenigde Staten                                      | 8.42,04     | Ejgayehu Taye Ethiopië                                                                            | 8.42,23     |
| 60 m horden          | Cyréna Samba-Mayela Frankrijk                                                                     | 7,78 NR        | Devynne Charlton Bahama's                                                       | 7,81 NR     | Gabbi Cunningham Verenigde Staten                                                                 | 7,87        |
| 4 × 400 m            | Jamaica Junelle Bromfield Janieve Russell Roneisha McGregor Stephenie Ann McPherson Tiffany James | 3.28,40 SB     | Nederland Lieke Klaver Eveline Saalberg Lisanne de Witte Femke Bol Andrea Bouma | 3.28,57 SB  | Polen Natalia Kaczmarek Iga Baumgart-Witan Kinga Gacka Justyna Święty-Ersetic Aleksandra Gaworska | 3.28,59 SB  |
| Hoogspringen         | Jaroslava Mahoetsjich Oekraïne                                                                    | 2,02 m WL      | Eleanor Patterson Australië                                                     | 2,00 m AR   | Nadezhda Dubovitskaya Kazachstan                                                                  | 1,98 m AR   |
| Polsstokhoogspringen | Sandi Morris Verenigde Staten                                                                     | 4,80 m SB      | Katie Nageotte Verenigde Staten                                                 | 4,75 m      | Tina Šutej Slovenië                                                                               | 4,75 m      |
| Verspringen          | Ivana Vuleta Servië                                                                               | 7,06 m WL      | Ese Brume Nigeria                                                               | 6,85 m SB   | Lorraine Ugen Verenigd Koninkrijk                                                                 | 6,82 m SB   |
| Hink-stap-springen   | Yulimar Rojas Venezuela                                                                           | 15,74 m WIR    | Maryna Bech-Romantsjoek Oekraïne                                                | 14,74 m PB  | Kimberly Williams Jamaica                                                                         | 14,62 m SB  |
| Kogelstoten          | Auriol Dongmo Portugal                                                                            | 20,43 m WL     | Chase Ealey Verenigde Staten                                                    | 20,21 m AR  | Jessica Schilder Nederland                                                                        | 19,48 m NR  |
| Vijfkamp             | Noor Vidts België                                                                                 | 4929 ptn WL NR | Adrianna Sułek Polen                                                            | 4851 ptn NR | Kendell Williams Verenigde Staten                                                                 | 4680 ptn SB |

### Medailleklassement
| Plaats | Land                | Goud | Zilver | Brons | Totaal |
| 1      | Ethiopië            | 4    | 3      | 2     | 9      |
| 2      | Verenigde Staten    | 3    | 7      | 9     | 19     |
| 3      | België              | 2    | 0      | 0     | 2      |
| 4      | Zwitserland         | 1    | 2      | 0     | 3      |
| 5      | Zweden              | 1    | 1      | 1     | 3      |
| 6      | Bahrein             | 1    | 1      | 0     | 2      |
| 6      | Brazilië            | 1    | 1      | 0     | 2      |
| 6      | Spanje              | 1    | 1      | 0     | 2      |
| 6      | Frankrijk           | 1    | 1      | 0     | 2      |
| 6      | Portugal            | 1    | 1      | 0     | 2      |
| 6      | Oekraïne            | 1    | 1      | 0     | 2      |
| 12     | Jamaica             | 1    | 0      | 2     | 3      |
| 13     | Italië              | 1    | 0      | 1     | 2      |
| 14     | Canada              | 1    | 0      | 0     | 1      |
| 14     | Cuba                | 1    | 0      | 0     | 1      |
| 14     | Griekenland         | 1    | 0      | 0     | 1      |
| 14     | Zuid-Korea          | 1    | 0      | 0     | 1      |
| 14     | Servië              | 1    | 0      | 0     | 1      |
| 14     | Trinidad en Tobago  | 1    | 0      | 0     | 1      |
| 14     | Venezuela           | 1    | 0      | 0     | 1      |
| 21     | Nederland           | 0    | 2      | 2     | 4      |
| 22     | Australië           | 0    | 1      | 1     | 2      |
| 22     | Kenia               | 0    | 1      | 1     | 2      |
| 22     | Polen               | 0    | 1      | 1     | 2      |
| 25     | Nigeria             | 0    | 1      | 0     | 1      |
| 25     | Noorwegen           | 0    | 1      | 0     | 1      |
| 27     | Verenigd Koninkrijk | 0    | 0      | 2     | 2      |
| 27     | Nieuw-Zeeland       | 0    | 0      | 2     | 2      |
| 29     | Kazachstan          | 0    | 0      | 1     | 1      |
| 29     | Slovenië            | 0    | 0      | 1     | 1      |
| 29     | Oeganda             | 0    | 0      | 1     | 1      |
| Totaal | Totaal              | 26   | 26     | 27    | 79     |

Parijs 1985 · 
Indianapolis 1987 · 
Boedapest 1989 · 
Sevilla 1991 · 
Toronto 1993 · 
Barcelona 1995 · 
Parijs 1997 · 
Maebashi 1999 · 
Lissabon 2001 · 
Birmingham 2003 · 
Boedapest 2004 · 
Moskou 2006 · 
Valencia 2008 ·
Doha 2010 ·
Istanbul 2012 ·
Sopot 2014 ·
Portland 2016 · 
Birmingham 2018 ·
Belgrado 2022 · 
Glasgow 2024 · 
Nanjing 2025 · 
Toruń 2026
Belgische medaillewinnaars · Nederlandse medaillewinnaars